# Stazione di Francavilla Fontana
La stazione di Francavilla Fontana è la stazione ferroviaria dell'omonimo comune. Attualmente attiva per il servizio passeggeri; si trova in piazzale Matteotti, nel centro della città.

## Storia

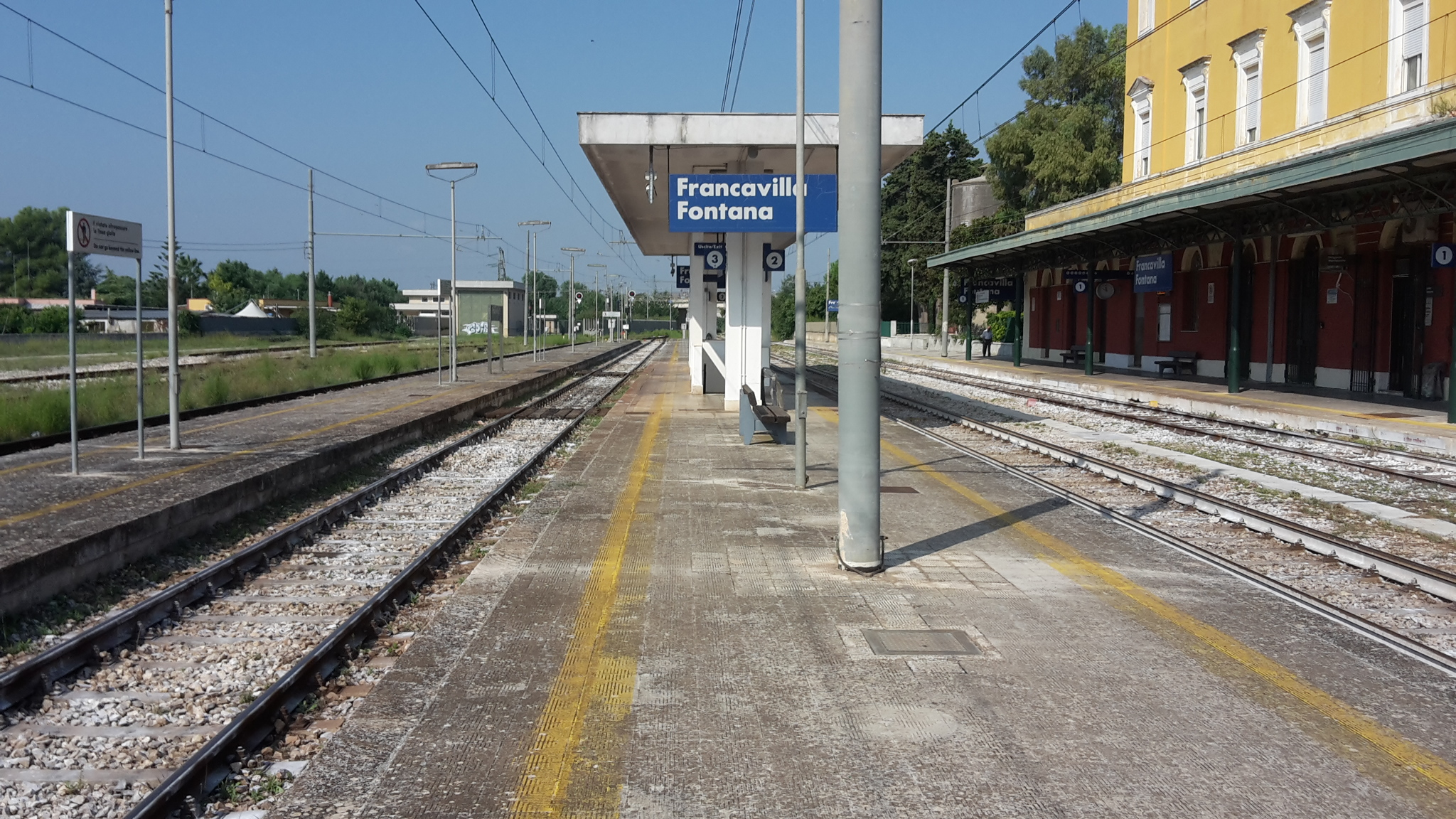
Piazzale binari

La stazione entrò in servizio il 6 gennaio 1886, all'attivazione del tronco da Taranto a Latiano della linea Taranto-Brindisi.

Nel 1915 è divenuta anche nodo di scambio con le Ferrovie del Sud Est (linea Martina Franca-Lecce), aumentando di conseguenza la sua importanza per il circondario.

## Strutture e impianti
La stazione è gestita da Rete Ferroviaria Italiana: conta 4 binari ed è servita dai sia treni regionali che a lunga percorrenza della linea Taranto-Brindisi, che fermano presso i binari 1 e 2, sia dai treni regionali di Ferrovie del Sud Est sulla linea Martina Franca-Lecce che fermano presso i binari 3 e 4.

## Servizi

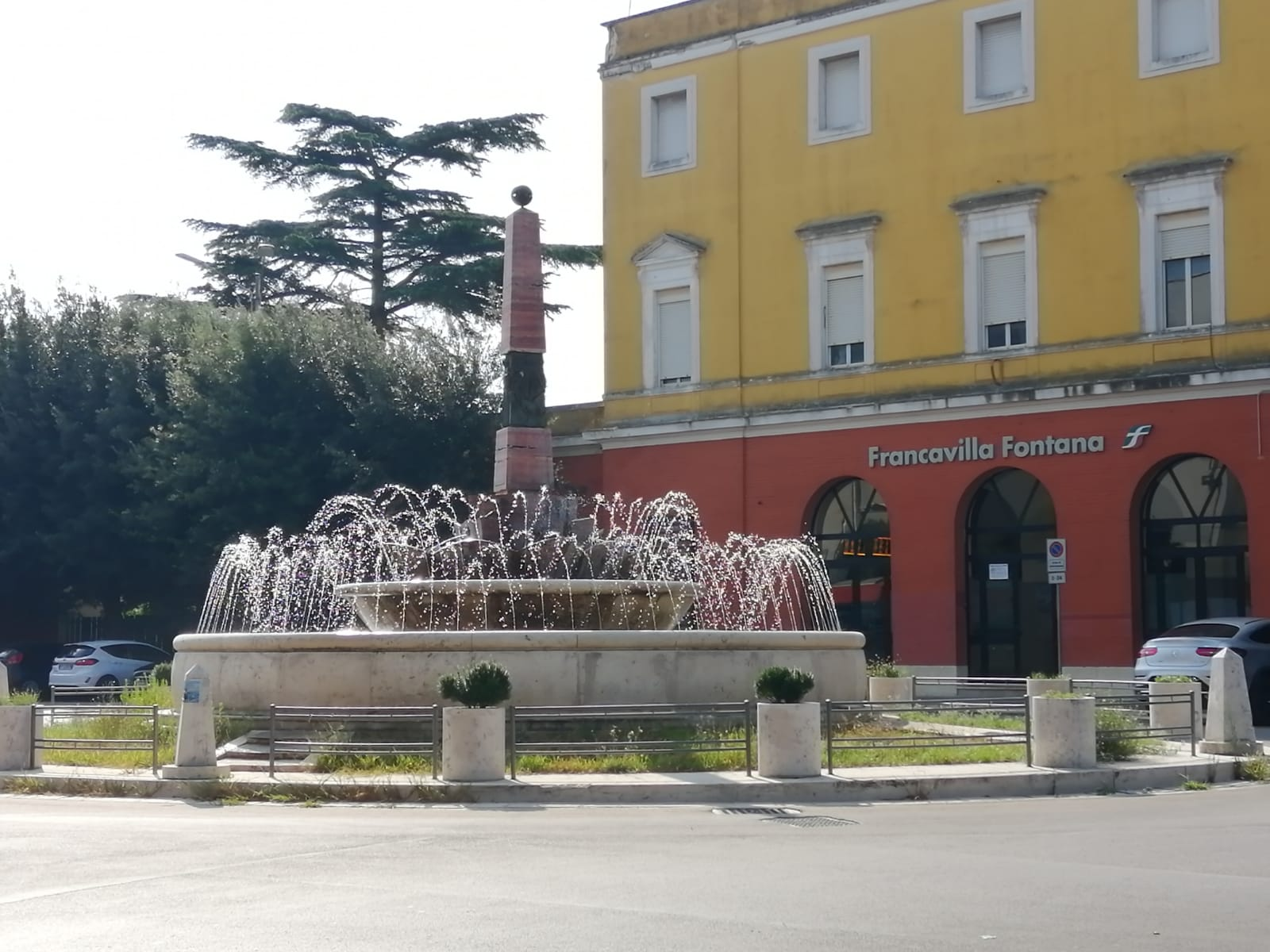
Fontana di fronte alla stazione

La stazione, che RFI classifica nella categoria silver, dispone di:
- Biglietteria automatica
- Servizi igienici
- Area per l'attesa
- Accessibilità per portatori di handicap
- Parcheggio di scambio
- Capolinea autolinee extraurbane

### Esplicative
1. ↑  Ufficialmente la linea è denominata da RFI "Potenza-Brindisi"; in questa ed altre voci, coerentemente con la prassi di it.wiki, si utilizza la denominazione storica di "Taranto-Brindisi" in uso all'epoca dell'apertura della linea.

### Bibliografiche
1. ↑  Binari 1 e 2 riservati a Trenitalia, binari 3 e 4 riservati alle Ferrovie del Sud Est
2. ↑  Rete Mediterranea, Ordine di Servizio n. 182, 1886